# Nariño (Cundinamarca)
Nariño es un municipio colombiano del departamento de Cundinamarca, ubicado en la Provincia del Alto Magdalena, a 149 kilómetros al suroccidente de Bogotá.

## Toponimia

### Origen lingüístico[3]
- Familia lingüística:
- Lengua:

### Significado
Probablemente, nariño es un vocablo derivado de la expresión latina narinosus-rosus que significa "narigudo, narizotas" y manifiesta los sentidos de "sagacidad, discernimiento, espíritu crítico, burlón". Narinosus-rosus tienen su origen en la lengua sánscrita, código sagrado de la india del que nacen estos términos en las voces nas-nasá y en las formas griegas naao-nayo-ndeo-naneo que significan "fluir", "manar".

### Origen / Motivación
Inicialmente fue llamado: Remolinos, por la hacienda inicial. Cuando fue elevada a la hoy categoría de Corregimiento en 1838 se le cambio el nombre a Nariño, en honor al apellido del prócer colombiano.

## Historia
El pueblo de Nariño se fundó a orillas del río Magdalena, parte de la hacienda “Remolinos”, por pescadores y cultivadores de tabaco. Pero su permanencia allí debe ir mucho más atrás, pues la época de la Conquista este lugar estaba en uno de los caminos a Guataqui.
Su comienzo fue de simple aldea de pescadores. A finales del siglo XVIII, y más aún a principios del siguiente cuando se intensificó el cultivo y laboreo del tabaco, los pescadores se dedicaron más a esta industria, llegando entonces muchas gentes de otras regiones.
En 1833 ya se tenía el proyecto de convertirlo en distrito Parroquial, pues por escritura de 13 de julio de este año de la Notaria única de Tocaima, Salvador, Floriano, y Mariano Cortes y Juan Andrés Cabezas, propietarios de los terrenos que abrace ocho cuadras en cuadro, para que pueda levantarse sobre el la Parroquia que se desea” este acto consolidó su existencia al dársele el área de población, y podría tomarse este año de 1833 por el de fundación del pueblo, sin tener en cuenta su anterior vida aldeana.

Origen de la creación de la Parroquia de Nariño y de la formación o fundación del poblado como consecuencia de aquella, pues no consta que hubiese caserío, fue la disputa entre los curas y alcaldes de Guataqui y Coello por el cobro de diezmos y tributos en el sitio Remolino, que, aunque este de esta banda oriental del río Magdalena, era de la jurisdicción de Coello. Y quien propuso la creación de la nueva parroquia en el sitio de la quebrada de Remolino fue el vecino de Coello Don Domingo Chacón en carta de 19 de octubre de 1831.

### SigloXX

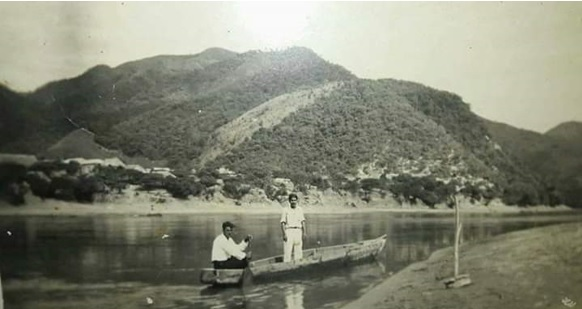
Puerto la Menudita -Río Magdalena

El Gobernador de Cundinamarca (Facatativá) del Eliseo Medina en su informe de visita a la Provincia publicado en la “Gaceta de Cundinamarca), año II, No 123 de 18 de diciembre de 1906 dice:
“Hace apenas veinte años el Municipio de Nariño era una población prospera. A orillas del Río Magdalena había un caserío importante y dos factorías de que producían grandes cantidades de cigarros, confeccionados con tabaco de muy buena calidad.
“En el sitio en donde hoy está el pueblo había también dos cigarrerías y se hacían tabacos comunes en casi todas las casas…El movimiento comercia era excepcionalmente activo, todos los habitantes disponían de recursos considerables.
“Hoy los sitios que ocupaba el importante caserío del puerto están cubiertos de pasto, y uno que otro árbol frutal desmedrado indica los lugares donde hubo habitantes. El otro caserío que se consideró siempre como el barrio principal de la población, se halla reducido a una tercera parte de la que fue…. Por razones que no es del caso consignar aquí, se le segrego a Nariño una porción considerable de territorio y se le agregó a Guataqui, de modo que los límites de este último Distrito llegara a media legua de distancia a la población por la quebrada de Apauta, y a una legua por el lado del río. Con motivo de la última guerra se segrego también de Nariño la rica y poblada San Lorenzo, que se agregó a Girardot. Hubo quien pensara en eliminar la población, pero por fortuna hubo también quien objetara la medida".
Durante la guerra de los mil días Nariño fue sitio estratégico por el que solían pasar el río los guerrilleros del Tolima durante la contienda sufrió dos incendios. Por Decreto Nal. 1181 de 30 de octubre de 1908, artículo 9º, se incluyó en la Provincia de Girardot.

### Creación del distrito parroquial
El creciente vecindario de cultivadores en La Arquería fue edificando sus viviendas era dependiente en lo eclesiástico de Coello Tolima, y económicamente de Ambalema, en cuya factoría de tabaco se procesaba el producido en toda esta zona del Alto Magdalena, en tanto que en lo civil lo era de Tocaima. Pero deseosos de unificarse y organizarse municipalmente, gestionaron su erección en Distrito Parroquial ante el Gobernador de la Provincia de Bogotá, quien lo creó por Decreto el 31 DE MARZO DE 1838. 
CUYO TEXTO DICE: 
Gobernación de la Provincia.
DECRETO:

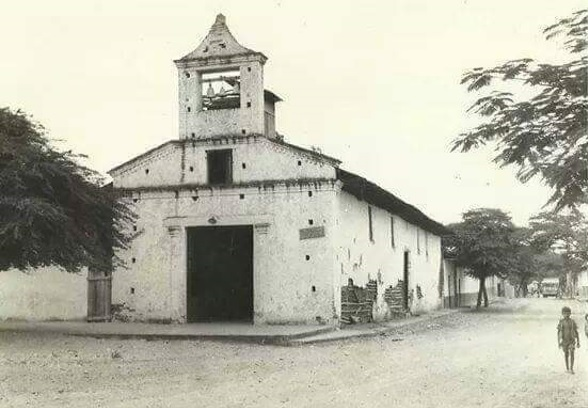
Antigua Parroquia Nariño Cundinamarca

1º Que muchos individuos habitantes del territorio del lado derecho del Magdalena que dependen en lo civil de Tocaima, Provincia de Bogotá, y en lo eclesiástico de Coello, provincia de Mariquita, han solicitado desde principios del año de 1835 la erección de una parroquia de dicho territorio, obligándose con escrituras públicas a construir iglesia, cárcel y casa para el cura, a proveer la iglesia de los vasos sagrados y parámetros sacerdotales y además a ceder al común los dueños del terreno donde se edificara la iglesia, sesenta y cuatro fanegadas de tierra para la población.
2º que de los informes y demás datos que han adquirido la gobernación resulta que los habitantes de este territorio tienen grandes dificultades para ocurrir al centro de la población de Coello por la distancia e interposición del río Magdalena …. Que los 1.235 habitantes y se ha oído el concepto del prelado diocesano.
DECRETA:
Artículo 1º Se erige un nuevo Distrito Parroquial en el cantón de Tocaima de esta Provincia compuesto de los partidos de Remolinos, San Lorenzo, Zumbambicos y Buscavida, incluyendo todo el territorio de la derecha del río Magdalena que ha estado comprendido en la administración eclesiástica del distrito parroquial de Coello dependiendo en lo civil de Tocaima.
Artículo 2º Este nuevo Distrito se denominará NARIÑO, y sus límites serán los mismos a que e ha extendido la administración eclesiástica de Coello del lado derecho del río Magdalena.
Artículo 3º Sométase el Decreto a la aprobación del poder Ejecutivo, obtenida la cual dictara esta Gobernación las providencias que son consiguientes.
BOGOTA, MARZO 31 DE 1838.
La constancia de autorización del poder Ejecutivo dice:
“Apruébese como legal y conveniente la resolución dictada por la Gobernación de Bogotá en 31 de marzo último erigiendo el nuevo Distrito Parroquial de Nariño en cantón de Tocaima, y en consecuencia se procederá a establecer en el expresado nuevo distrito la administración política y judicial con arreglo a las leyes y promoverá la provisión de cura para la nueva iglesia. 10 de abril de 1838.

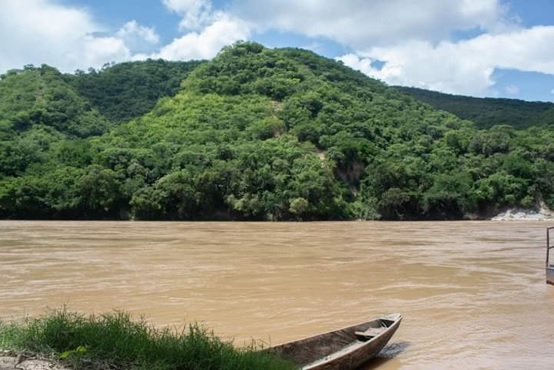
Puerto Nariño

Se le dio este nombre a la memoria del Precursor Don Antonio Nariño.
La ejecutoria de este decreto fue ceremoniosa. El 8 de mayo siguiente el jefe político del cantón Don Fernando Duran y su secretario Don Mariano Ramírez Jordán llegando al sitio de Flandes (Girardot) en viaje hacia Nariño, y al otro día a la casa del juez Don Marcos Sánchez, en Remolino, donde convocaron al vecindario para el día venidero con el fin de notificar el decreto. Dice en secretario en el acta correspondiente a este 10 de mayo: “En consonancia con otras disposiciones pronuncio un luminoso discursó el Señor Jefe Político por el cual les hizo comprender la inmensa utilidad para reportar la erección de parroquia y la necesidad de emitir sus votos para el eclesiástico más ilustrado y verdadero patriota, después de lo cual y por ante mi el escribano y secretario se procedió a la votación.
De una y otra parte hubo más discursos, pues entonces la gente era elocuente, muchas vivas y aplausos. Entre los vecinos asistentes este día 10 de mayo, que prácticamente fue el de la inauguración del distrito parroquial, figuran:
Domingo Chacón, José Cruz, Francisco Palomino, Ignacio Duran, Juan de la Rosa Arteaga, Eusebio Murillo, Juan Gregorio Chávez, Mariano Perdomo, Félix M. Guzmán, Ignacio Labateca, Andrés Ortiz, Marcelino Herrera, Antonio Campos, Antonio Barrero, Baltazar Galeano, Lorenzo González, Pedro Baca, Cispiniano Domínguez, Bibiano Ramírez, Pioquinto Prada, Custodio Rojas.
Allí mismo los pobladores propusieron al padre Manuel Vega, quien se nombró párroco por decreto de 4 de junio del Gobernador de la provincia, de conformidad con el artículo 33 de la ley de 28 de julio de 1824 sobre Patronato, que daba a los vecinos de las nuevas parroquias por la primera vez el derecho a designar o candidatear su cura. El padre Vega tomó posesión y canónica institución y prestó el juramento constitucional el 17 de agosto de 1839.
Los documentos relativos a la erección de la parroquia fueron protocolizados en la notaria de Tocaima el 27 de abril de 1856, según consta en certificación de 28 de abril de 1922 del Registrador de Instrumentos Públicos y privados.

### Área de población

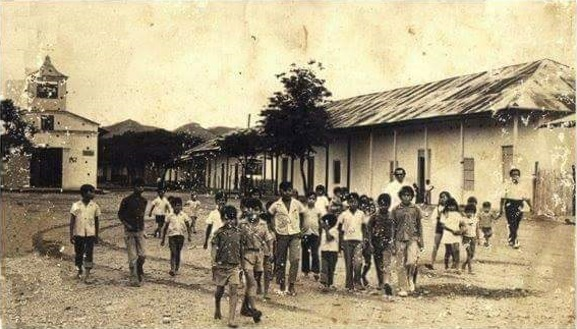
Niños en Nariño

Por la citada escritura de 13 de julio de 1833 los donantes del área de población…. Que por cuanto en el sitio del Remolino de esta jurisdicción se va a erigir una parroquia y para que tenga efectos se requiere tener ejidos, por tanto en la vía y forma que más haya lugar y por el tenor de este público instrumento otorgan, que siendo propietarios de la tierra del Remolino como consta de los documentos que paran en poder de Eugenio Zúñiga, hace gracia y donación, a favor de los vecinos de la nueva parroquia del terreno que abrace ocho cuadras en cuadro para que puedan levantarse sobre el la parroquia que se desee; cuya donación la hacen pura, mera, perfecta e irrevocable, de las que el Derecho llama Inter vivos…. Haciendo presente y en caso necesario probaran que cada uno de los otorgantes puedan hacer esta regalía por tener de caudal diez tantos más de lo que pueda valer el globo de tierra que ceden (esta escritura se registró en Tocaima en el libro Primero al folio 11 el 3 de febrero de 1857).
Como ha sido de natural ocurrencia, pronto surgió pleito con los dueños de las tierras colindantes u otros propietarios.
El 2 de marzo de 1856 los señores José Matías Ramírez, Simón Zúñiga, Miguel García, y su esposa Tomasa Corrales, Domingo Cruz y Ramon Lombana, como apoderado de los hijos de Eugenio Romero y de Neri Cardozo, como esposo de Jeralda Romero, ante el juzgado del Circuito de Tocaima iniciaron juicio divisorio de sus tierras de Remolino y plan de Nariño. El 11 de julio se ordenó la partición y nombró agrimensor al señor Pio Triana.
Se desconocían los derechos del distrito cuando el sindico de Nariño señor Juan Leal nombró apoderado a Bonifacio Gómez para hiciese valer sus derechos sobre las 64 fanegadas del área de población, de que habla el decreto de creación y la escritura de 1833. Triana practicó las diligencias respectivas, en las que aparece que dichas tierras miden 1.663 fanegadas y 148 metros cuadrados, haciendo allí mismo, en su calidad de partidor, las adjudicaciones a los comuneros.
Finalmente, respecto al área de población, dijo que aun cuando se le presentó la escritura de 1833 citada “de todos los documentos primitivos y de aquellos a que se refiere la escritura mencionada aparece que los otorgantes Cortes y Cabezas no han tenido ni en aquel tiempo ni actualmente derecho a los terrenos llamados Remolino y Plan de Nariño, razón por la cual no se ha medido área de población. Pio Triana. Nariño 16 de octubre de 1856.
No obstante, ese desconocimiento de una escritura publica el distrito mantuvo en vigor sus derechos.
Nuevamente, en 1862, revivió el pleito. el perfecto de la mesa por Resolución número 758 de 31 de octubre de este año dispuso allegar “los documentos comprobantes de la propiedad del área de Nariño, lo que se hizo con certificaciones de la oficina de registro de Tocaima, en virtud de lo cual el sindico obtuvo el juzgado del Circuito de la Mesa la sentencia 17 de junio de 1865, que ordenaba entregar al distrito dicha área, diligencia que se verificó sobre el terreno, según acta judicial de 4 de julio siguiente que dice:
“En consecuencia se procedió a medir con una cabuya de cien pasos o setenta y seis varas de la tierra, con sus pulgadas, la porción de terreno que de norte a sur y de oriente a poniente encierra las ocho cuadras en cuadro demarcadas en circunferencia, bajo los siguientes linderos : Desde la cima de una lomita que esta inmediata al cementerio, al pie de la cual pasa una cañada, siguiendo el curso de la zanja de las olitas abajo hasta su desemboque en la vega del rio Magdalena, de aquí atravesando o partiendo en línea recta el sur, hasta llegar un guásimo que esta casi al borde de una platanera de Eufrasio Álvarez y de este guásimo observado la misma línea hasta caer a la zanja llamada sonaja. De este punto por la zanja arriba de sonaja y por los linderos que dividen el terreno de Remolino con los terrenos de Mercadillo y porquera hasta ponerse en frente de la mitad de la manga (poco más o menos) de la señora Petronila Leal, que tiene el terreno de mercadillo. Y de aquí tomando en línea recta y pasando por cerca de los caneyes de Eduardo Virgen y Corpios Parra hasta dar a la cima de la lomita citada, primer lindero con lo cual terminó el trabajo de este día, de los que extiende la presente diligencia y firman los que en ella intervinieron de lo que doy fe. RAFAEL BARRERO. El Síndico, ANACLETO HERRERA, ANSELMO LOPEZ, secretario interino”.
Al otro día el Juez en asociación con los concejales, alcalde y demás autoridades, en diligencia iniciada a la una de la tarde, les dio posesión del área de población mediante auto que dice:
“En mi calidad de Juez comisionado a nombre del Estado y por autoridad de ley, hago formal entrega y doy posesión a los representantes del distrito de Nariño que se dejan citados, de las ocho cuadras en cuadro del terreno área de población, por la demarcación y bajo los linderos de que se ha hecho referencia, a fin de que con este justo título de propiedad entre en el uso y pleno dominio de dicho terreno los pobladores. En cuyo acto no hubo persona alguna que hiciera oposición ni lo contradijera. Y reciba así la posesión por los representantes del distrito que con sus aplausos Manifestaron un alto reconocimiento, se puso término a la diligencia que firman todos los que en ella intervinieron, de lo que doy fe RAFAEL BARRERO. El presidente, JUAN BAUTISTA DEL RIO. Vicepresidente. GREGORIO ROSAS. RAFAEL M. VILLEGAS, El secretario Municipal ANTONIO RODRIGUEZ G. alcalde, JOSE C. CARVAJAL, Juez suplente IDALECIO CASTILLA. El síndico, ANACLETO HERERA. ANSELMO LOPEZ, secretario interino.

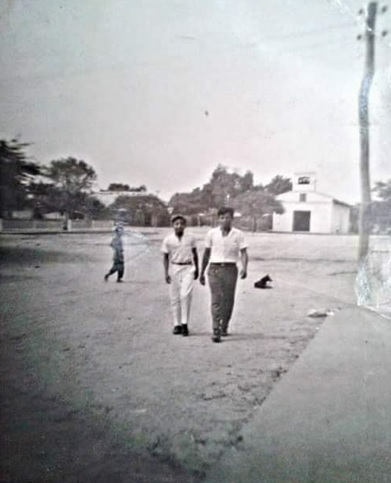
Antiguo parque principal de Nariño Cundinamarca

Por auto de 19 del mismo mes el juez 1º del Circuito de la Mesa declaró ejecutoriada la sentencia de posesión y entrega del área de población “Así finalizó el juicio, que consta de treinta hojas escritas" Pero como era costumbre de los terratenientes quitarles a los pobladores distritos sus ejidos y área de población, la rapiña sobre esas 64 fanegadas siguió de generación en generación, y otra vez sus biznietos vuelven a suscitar la litis, en circunstancias más desfavorables para Nariño, pues ya no había títulos ni documentos en que basarse para la defensa.
Hacia 1923 surgió pleito entre los pobladores y los dueños de las haciendas colindantes Marco Tulio y María del Carmen Carvajal, Heliodoro Estrada, Dib M. Mor, Saad M. Mor y Julián Barrios L. lo cual motivo la intervención de la Gobernación, que por decreto 294 de 12 de septiembre de este año dispuso practicar el deslinde del área de población, efecto para el cual fueron comisionados el Secretario de Hacienda General Agustín Morales Olaya y el ingeniero Salomón Alfaro, quienes acompañados del Perfecto de la provincia de Girardot General Gerónimo Montes, el 29 del mismo mes iniciaron la diligencia respectiva.
El acta correspondiente, debidamente firmada por las partes y las comisiones, fue aprobada por Acuerdo del Concejo No 3 del día 30 de dicho mes de septiembre, en el que se consignaron los siguientes límites del are de población.

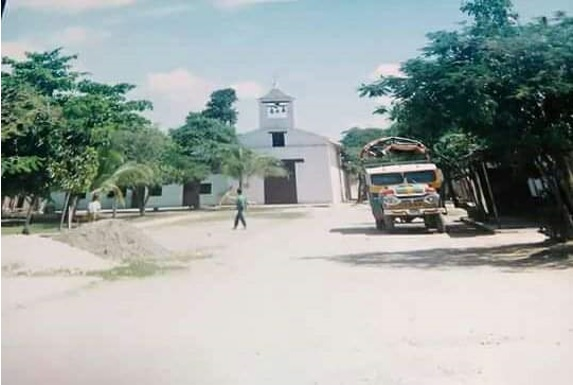
Parque principal y Parroquia de Nariño

“de la esquina Norte del actual cementerio católico, en dirección de oriente a occidente y en línea recta hasta encontrar la puerta que da entrada al predio del señor Marco Tulio Carvajal E. y señorita hermana; de este sitio en dirección Norte siguiendo la cerca que separa el área de población de los predios de los señores Carvajal  hasta encontrar la cerca que separa el área de población de los predios de los señores Carvajal hasta encontrar la cerca de alambre del potrero del Remolino de propiedad hoy del señor Heliodoro Estrada ; de este sitio en dirección de oriente a occidente hasta encontrar la esquina del corral, cercado de guaduas propiedad del mismo señor Helidoro Estrada y que queda fuera del área de población, de este sitio, atravesando el camino Departamental que conduce a Beltrán, hasta la esquina del solar de la casa del señor Deogracias García Romero, donde se colocara un mojón; en dirección Norte a Sur y por la cerca de alambre y nacederos, hasta encontrar la puerta que entra a la manga del señor Heliodoro Estrada; de aquí, en línea recta, hasta encontrar las cercas del predio del señor Julián Barrios L, de este sitio en dirección oriente a occidente hasta encontrar las cercas de la propiedad del señor José Ramírez Z, donde hay un mojón; de aquí hacia el sur, por la cerca, en línea oblicua, hasta encontrar el camino que conduce al puerto sobre el rio Magdalena, donde hay otro mojón, marcado así GE, de aquí en dirección occidente a oriente hasta la esquina de la cerca de la manga del señor Julián Barrios L, de aquí atravesando el camino, por la misma cerca, en dirección Norte a Sur hasta encontrar la esquina que forman las cercas de la mangas de los señores Mor y Barrios de aquí; siguiendo en dirección de occidente a oriente la cerca de alambre de los señores Mor hasta dar al camino real que conduce a Girardot, de aquí, siguiendo el camino en dirección Sur a Norte hasta encontrar la esquina de la cerca de alambre del solar de la casa del señor Mor, que queda a mano derecha, haciendo esquina con la calle publica y cerca de alambre de que enseguida se habla, de aquí siguiendo esta cerca, línea recta de occidente a oriente hasta encontrar la cerca de alambre que separa el potrero denominado “ Cundinamarca” del área de población y siguiendo esta cerca hasta encontrar el cementerio católico del lugar, cuya esquina norte sirvió de punto de partida, siendo de advertir que el terreno ocupado por este cementerio, tiene a formar parte del área de población de este Municipio. tomando del informe de obras públicas de Departamento.
Agréguese a lo anterior que el río Magdalena también le ha ido quitando tierra al pueblo; de ahí porque hoy día esta reducido a una mínima porción. Entre se acrecienta el nombre de Salvador, Floriano y Mariano Cortes y Juan Andrés Cabezas, protagonistas de la fundación.

## Suelos

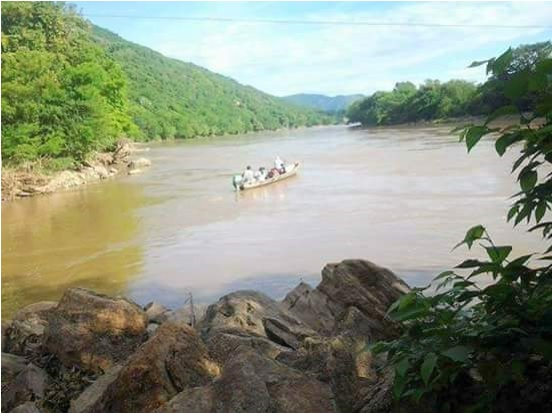
Puerto Garbanzal

Geológicamente el Municipio de Nariño está ubicado, al norte de la cuenca del valle superior del Magdalena, dentro de la denominada subcuenca de Girardot, presentando un clima cálido. La influencia del río ha originado un sector de paisajes formados por sedimentación aluvial, sobre suelos pertenecientes a la formación Guaduas, de origen coluvio-aluvial, conformado por areniscas, arcillas, conglomerados y compuestos silíceos que corresponden al grupo CLIN, formación lidita-lidita inferior y alternancia de cherts, que presentan abundante carbonato de calcio, estos suelos se caracterizan por ser superficiales y líticos.
El origen aluvial se debe a meterial transportados por la explotación de una mina ubicada en la vereda Garbanzal cerca a orillas del río Magdalena, sobre la parte norte del Municipio, a partir de las montañas de la cordillera oriental, sobre la parte occidental, el río Magdalena deposita aluviones desde Ricaurte hasta Cambao con sedimentos gruesos y finos, conformando terrazas subsecuentes del holoceno.
Sobre los aluviones citados últimamente, se ubica la zona urbana y por tratarse de materiales fácilmente heredables, el área presenta cárcavas que amenazan con destruir la vía principal que de Nariño conduce a Girardot.

## Flora
El Municipio de Nariño, depende un 95% del sector agropecuario, donde la flora de nuestro Municipio es muy poca debido a la expansión del sector agrícola y pecuario que cada día que pasa se va hacia áreas de las ladera más espinosas ocasionando más deslizamientos y erosión en nuestra zona de cordillera que cubre un 76% del área del Municipio.

## Fauna
Por esta misma razón la fauna no es muy variada, pues se conocen solo algunas especies que habitan esta región como lo son las torcazas, el cajuche, halcones (ratoneros), ardillas, iguanas solos se sostienen en las zonas donde aún se conserva el bosque nativo, que por lo general están acompañado de los pequeños nacederos de aguas con que contamos.
Con relación a nuestros recursos forestales e hídricos son pocos, ya que nuestro clima tropical seco, no permite su desarrollo, así mismo la única fuente con que contamos para el suministro de nuestro acueducto es el río Magdalena.

## Recursos mineros
Los recursos mineros se encuentran ubicados en la rivera del río Magdalena, que es la explotación de arena y piedra.

## Sistema de producción agrícola
El mayor porcentaje de cultivos son los semestrales, donde por la calidad del suelo y topografía del mismo solo podemos desarrollar el MAIZ YUCATAN, y en una menor escala cultivos de limón, papaya, mangos, anones, ciruelas, naranjas, plátanos y cachacos.
La tecnología implementada para estos cultivos es mínima por el factor económico.
La mayoría de estas cosechas se comercializan en la ciudad de Girardot pues Nariño no cuenta con una plaza de mercado para la venta de estos productos.

## Sistema de producción pecuaria
La principal explotación es la cría de ganado bovino, según consolidado pecuario el municipio cuenta con una población bovina de 2.372 cabezas.
La explotación ovina es más de traspatio, donde estas especies se alimentan de los desechos de la alimentación de los humanos y pastorean a orillas de la carretera donde esta población es la que as predomina a nivel del casco urbano.

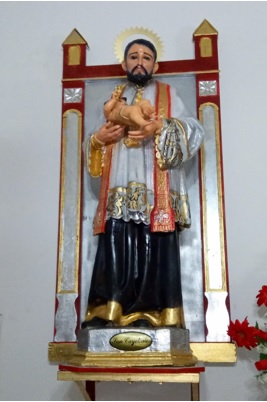
San Cayetano patrono del municipio de Nariño Cundinamarca (1833-1923)

## Cultura religiosa
El Municipio de Nariño Cundinamarca, desde el año 1833 venera en su iglesia a San Cayetano quien es patrono del Pan y del Trabajo.
El cual los antepasados fundadores del Municipio, adquirieron la imagen con los tributos y ofrendas recolectadas por los pescadores y cultivadores de tabaco.
Esta imagen fue traída desde España hasta el Puerto de Girardot hoy llamado “embarcadero turístico” desde ahí fue embarcada río abajo por pequeñas embarcaciones construidas de vástagos de plátano y amarradas con cabuya de fique (Balsas).
Al llegar la Imagen al Puerto de Nariño la esperaba la multitud con flores y pólvora, al son de la banda Espinaluna,
Haciendo el recorrido con la imagen hasta la pequeña Parroquia de era de construcción de bahareque (combinación de tierra y pasto), pisos de ladrillo y techos de palma.
San Cayetano es, desde sus inicios el patrono de Nariño. En la visita Pastoral de septiembre de 1922 el obispo de Bogotá, Monseñor Leónidas Medina ordenó “comprar una buena estatua de San Cayetano y retirar del culto la que existe por su imperfección”.
Así las cosas, la imagen actual de San Cayetano llegó a Nariño en 1923.

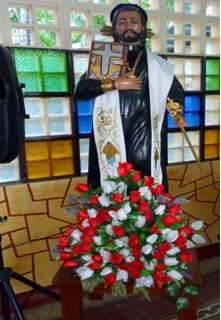
San Cayetano patrono de Nariño desde el año 1923 hasta la fecha

En la parroquia de Nariño, Departamento de Cundinamarca, a 6 de agosto de 1923 se procedió a la bendición del santo patrono, siendo las diez de la mañana, imagen donada por la Señora Dolores de Herrán, quien muy gentilmente con su esposo señor Eugenio Herrán y familia vino a horrar el acto con su  presencia, siendo párroco actual el Pbro. Sr. D. Luis Antonio Aguilera; la bendición fue hecha por el vicario foráneo de Tocaima, Pbro. Dr. Don José del Carmen Castro y fueron padrinos los señores Heliodoro Estrada, el señor Enrique Vergara, Julián Barrios L, José Ramírez Z, Capitolino Bastos B, Salomón Fhaund, Miguel M. Moor, Bernado Rodríguez R, Pedro N. Soto, Pedro Barrios Tomas Barrios, Agapito Barrios Ramírez, Mónica cuenca, Rubén Arteaga, Dionisio Cantor, Ernesto Cano, Gumercindo Herrera, General D. Lucio Capote, General Jerónimo Mutis, Prefecto de la Provincia, Elías Lozano, Jacinta Sepúlveda, Timoteo  Sepúlveda, Gregorio Reyes, Julio Cuenca, Pablo Garzón Cala, Patricio Mejía, Arturo Escobar, isidro Aguilera, Samuel Ramírez, Julio Amadeo Cuellar, y como madrinas : Señorita Carmen Aguirre, Francisca Suárez de Osorio, Sra. Crescencia Aguirre de Barrios, Jesús Roa de Ramírez, Srta. Belarmina Ramírez, Srta. Beatriz Ramírez, Srta. Aurora Moor, Chiquinquirá González de Rodríguez, Srta. Margarita Soto, Eustasia Vergaño de Barrios, Srta. Isabel Barrios, Eva de Barrios, Heriberto García de Ramírez, Srta. María Cuenca, Sra. Ernestina de Arteaga, Srta. Sildana Lugo de Cantor, Sra. Isabel Herrán de Cano, Sra. Evangelista María de Herrán, Sra. Concepción de Copete, Srta. Rosa Herrán, Srta. Teodolinda Lozano, Sra. Dolores de Sepúlveda, Sra. Benedicta de Sepúlveda, Sra. Lucinda R. de Reyes, Sra. Amalia Debía de Cuenca, Sra. Irene Domínguez de Garzón, Sra. Clementina  Domínguez de Mejía, Srta. Sixta Escobar, Sra. Laura de Cortes, Srta. Aurelia pulgar, Srta. Rosalvina Camargo.

La efigie de San Cayetano, fue pedida directamente de Barcelona y costo la suma de cuatrocientos diez pesos m/cte. ($ 410, oo). El señor Cura Párroco condujo de Girardot al puerto de esta población la venerada imagen, donde los caballeros, damas  y vecinos salieron a encontrarla, trayéndola luego al son de la Banda Espinaluna, no sin antes haber pronunciado un elocuentísimo discurso alusivo a la fiesta, el señor Enrique Vergara, suscitando el entusiasmo que produce la paz y buena armonía de los vecinos y victoreando merecidamente a la señora obsequiadora de la estatua y a todos sus vecinos, cantando luego un Salve y cerrando todo esto con la fiesta del Santo patrono San Cayetano. Los infrascritos reiteran sus sentimientos de gratitud por la familia Herrán, por el obsequio tan oportuno y cariñosa y desea que el pueblo en general le permanezca muy agradecido.

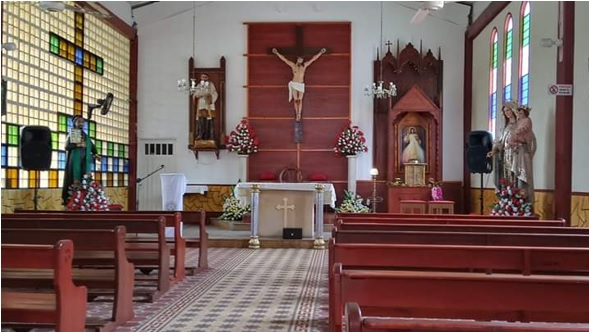
Altar mayor de la parroquia de San Cayetano

En constancia se firma como aparece, en Nariño a siete días del mes de agosto de mil novecientos veintitrés. siguen firmas: el vicario foráneo, José del Carmen Castro, Pbro. (firmado). El párroco, Luis Antonio Aguilera, Pbro. (Firma) …. Dolores de Herrán (firmado)…. Helidoro Estrada (firmado) y otros.

## Geografìa
El Municipio de Nariño topográficamente se divide en dos grandes áreas, una plana y la otra fértil, que comprenden la zona de grandes latifundios donde se practica la agricultura mecanizada, y la otra quebrada y montañosa que está ubicada a lado y lado de la zanja de apauta y en estribaciones de la Cordillera Alonso Vera, donde los suelos son de baja calidad y difícil laboreo. Entre los accidentes geográficos sobresalen, las cuchillas de Alonso Vera, Cerro de la despensa, Alto del Cobrado del Espino, no presentan alturas mayores a 1000 m s. n. m.
Nariño forma parte del valle interandino de las cordilleras Central y Occidental.
Extensión Total: 54 km²
Extensión área urbana: 2 km²
Extensión área rural: 52 km²
Altitud de la cabecera Municipal: 263 m s. n. m.
Temperatura media: 27 °C
El Municipio está conformado por 10 veredas: Buscavida, Garbanzal, Reforma, Escaños, Apauta, Juanchiquillo, Mendoza,  Sabaneta, Los Mangos y el Buche límites con Girardot.

### Límites municipales
Por la C. de 24 de diciembre de 1863 se fijaron sus límites con Guataqui, modificados por la ley C. número 21 de 1882. 
Por Ordenanza 33 de 1888 se suprimió el distrito y su territorio se agregó al de Guataqui, la cual fue suspendida por Resolución de 22 de noviembre de 1888 del Tribunal Superior del Distrito Judicial de Cundinamarca, confirmada por sentencia de la Corte Suprema de Justicia de 13 de enero de 1889 (en sus diez primeros artículos), y finalmente derogada por la ordenanza No 16 de 7 de octubre de 1889. (Revista Judicial de Cundinamarca, Tomo 1889 pág. 115/16).
Por ordenanza 19 de 1903 se segrego de Nariño y agregó a Girardot la región de San Lorenzo.
Por ordenanza 36 de 31 de julio de 1945 se aprobaron los límites geodésicos dados por el Instituto Agustín Codazzi con Guataqui, Jerusalén, Tocaima y Girardot. Por el costado occidental limita con el departamento del Tolima, municipio de 

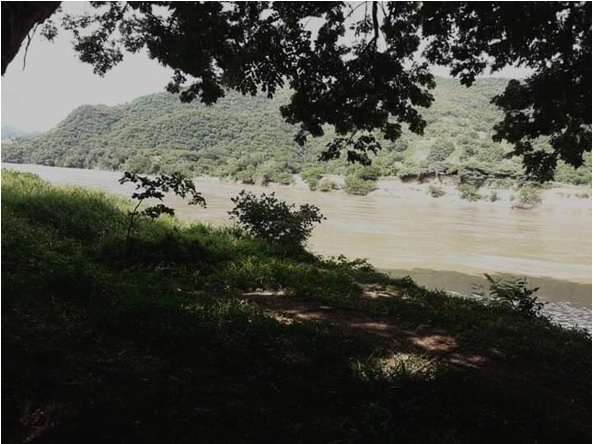
Puerto el Mojoso Nariño Cundinamarca

Coello, río Magdalena de por medio.
| Noroeste: Guataquí                      | Norte: Jerusalén | Nordeste: Tocaima |
| Oeste: Coello Tolima (Río Magdalena)    |                  | Este: Tocaima     |
| Suroeste: Coello Tolima (Río Magdalena) | Sur: Girardot    | Sureste: Girardot |

## Turismo
Después del año 1990 el Municipio de Nariño tuvo un cambio drástico en su economía, pues pasó de ser un municipio agricultor a ser un municipio turístico donde se empiezan a construir grandes condominios y urbanizaciones que han venido generando aumento de la población, estas urbanizaciones han dado a conocer la existencia de Nariño, pues a tan solo 20 minutos de la ciudad de Girardot con una carretera de 4g se espera un amplio desarrollo económico, turístico y comercial.
En Nariño se encuentran sitios turísticos como:
- Puerto Nariño (a orillas del río Magdalena)
- Templo "San Cayetano"
- Puerto de la vereda Garbanzal.
- Petroglifos (Vereda Sabaneta)
- Ciclo ruta  (desde Nariño hasta Girardot)
- Piscinas naturales Los Mangos (Aguas de la Montaña)
- Piscina Municipal parque municipal
- Ferias y Fiestas en agosto.
- Ciclismo de montaña en la quebrada seca. (KAIKE COLOMBIA)
- Cuatrimotos en trochas. (KAIKE COLOMBIA)

## Hotelería
El municipio de Nariño actualmente cuenta con hoteles, para hospedar a los diferentes turistas, que visitan el pueblo, brindando cómodas instalaciones para el descanso de sus huéspedes, entre estos hoteles tenemos:
- Hotel la Puerta del Sol
- Hotel Las Tres Palmas
- Hotel Las Palmas

## Gastronomía
En Medio de la ruda y sabrosa investigación por el Municipio de Nariño, se halló un manjar que un comensal que sepa saborear y disfrutar las viandas que da el Magdalena, desde lo más profundo de sus entrañas, se podrá extasiar. El Viudo de Bocachico Nariñense ha sido preparado desde hace más de 40 años por la matriarca Elcira Saavedra, de 75 años, madre de 9 hijos, 29 nietos y 10 bisnietos. El 18 de octubre del 2016, en el marco de las ferias y fiestas municipales, doña Elcira, ganó el primer concurso municipal de cocina tradicional con el Viudo de Bocachico Nariñense que, por decreto, se convirtió en preparación asigne del Municipio. 

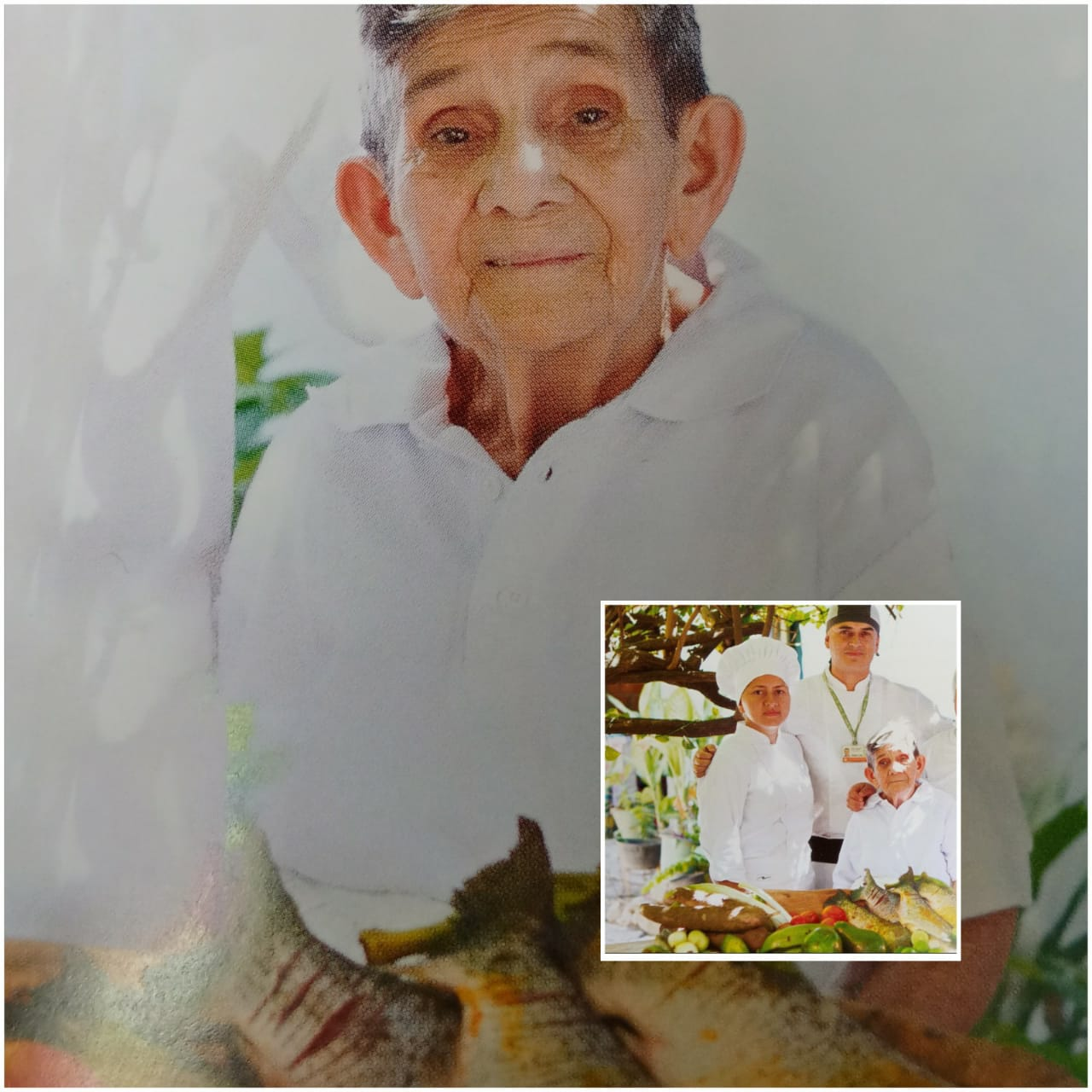

EL VIUDO DE BOCACHICO NARIÑENSE: DE LA LEÑA A LA MESA.
Al recordar su vida hace más de 60 años, la señora Elcira Saavedra narro con la alegría de una hija orgullosa, la manera como las enseñanzas de su madre habría de convertirse, años más tarde, en un manjar campeón.
Cuenta la señora Elcira que su madre, Dolores Saavedra daba inicio a esta tradicional receta, poniendo la vieja olla sancochera, herencia de la abuela, sobre el fogón hirviendo del leño frutal, con agua bien aliñada con cilantro machacado, apio, sal, color de raíz y cabezas de bocachico. Cuando hervía, dice, echaba entonces la papa, la yuca y esperaba un rato largo, hasta que se ablandaran estos tubérculos. Luego bajaba la temperatura, reacomodando la brasa e incluyendo un tiesto de acero bajo la olla.
En ese mismo instante hacia un guiso de cebolla bien picadita, tomate chiquitico, ajo machacado y mucho cilantro. En este caldo se sudaban los bocachicos, a fuego lento, para impedir que se desarmaran durante la cocción.
Al final, se servía el consomé de pescado en una cazuela de barro o cuenco de totumo, y aparte se montaba el pescado sobre una hoja de plátano, acompañado del recado.

## Servicios públicos
- Energía Eléctrica: Enel, es la empresa prestadora del servicio de energía eléctrica.
- Gas Natural: Alcanos de Colombia es la empresa distribuidora y comercializadora de gas natural en el municipio.